# Colegio Americano de Caracas
La Unidad Educativa Colegio Americano de Caracas  es una institución para la juventud venezolana que se basa en la enseñanza de valores científicos y teológicos. Fundada por el doctor Heraclio Osuna (merideño) en 1896 en Caracas, Distrito Capital – Venezuela, la institución presta sus servicios en los niveles de educación preescolar, educación básica en sus tres niveles y educación diversificada. Desde que inició su actividad en el siglo XIX ha estado bajo la tutela y los auspicios de la iglesia presbiteriana.

## Acontecer histórico venezolano

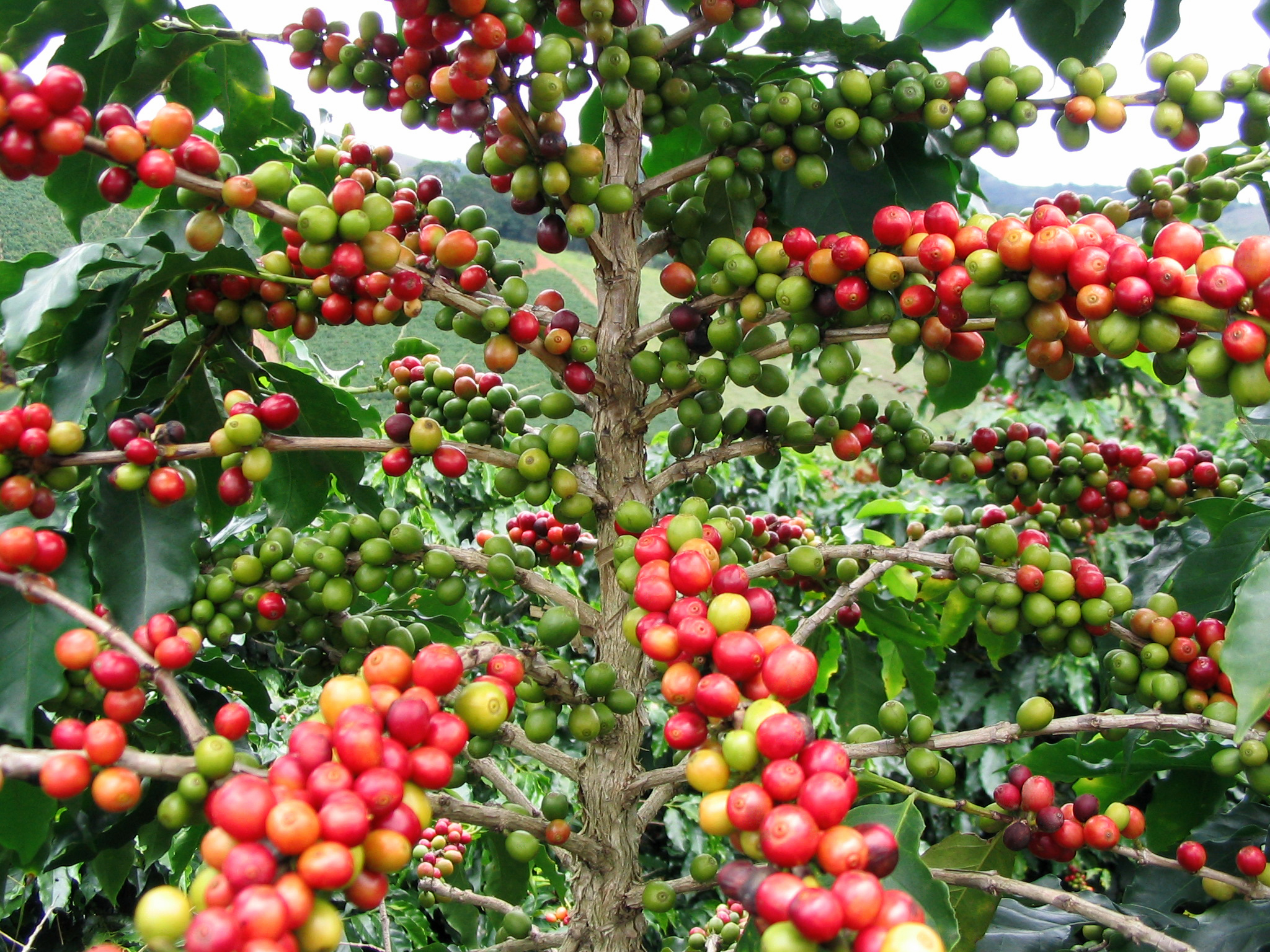
Frutos del cafeto (Coffea arabica) madurando.

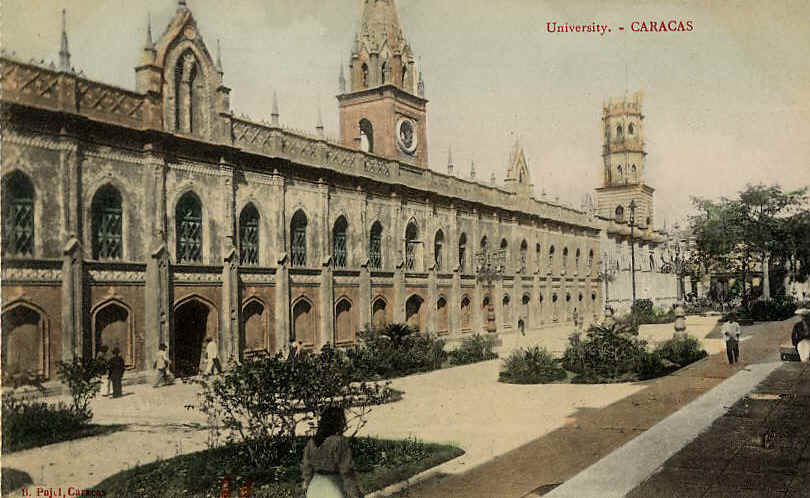
Palacio de las Academias en 1911, donde funcionaba la UCV.

La fundación del Colegio Americano tiene lugar en 1896, en la Venezuela gobernada por el general Joaquín Crespo líder de la revolución Legalista, la población de la república para 1894 al inicio del periodo presidencial del Crespo era de aproximadamente 2.444.816 pobladores. La economía del país es básicamente agrícola; son tres sus principales productos café (Coffea arabica), cacao (Theobroma cacao ) y Caña de azúcar (Saccharum officinarum ). El petróleo, sustancia mineral de origen orgánico que reemplazará en el futuro a estos tres tradicionales productos de exportación venezolana, apenas se comercializa localmente como aceite para lámparas, era en 1883 cuando apenas la primera industria petrolera nacional Petrolia del Táchira completa su primer pozo productor, el Eureka. De Caracas capital de Venezuela se comenta que la misma se halla localizada en un valle de clima admirable y temperaturas de aproximadamente 22 °C. con cielos azules, casi siempre despejados; la vista es variable con los contornos elevados de las sinuosas cumbres del Ávila con laderas cubiertas de frondosos árboles que forman bosques y llanuras que se extienden desde Chacao al este hasta la Vega al oeste. Las mismas son regadas por las aguas del río Guaire y las de riachuelos como Caroata, Anauco, Catuche y Gamboa. La población de la ciudad se estima sobre los 72 400 habitantes. En lo referente a arquitectura de la ciudad Caracas es conocida como la ciudad de los techos rojos entre las principales obras arquitectónicas de la ciudad destacan: el edificio del Capitolio, el edificio de la Universidad Central de Venezuela (hoy Palacio de las Academias), el antiguo templo de San Francisco, la Casa Amarilla (sede del Poder Ejecutivo Nacional), el Teatro Municipal, la Catedral, el Palacio Municipal, el Palacio Arzobispal, el hospital Vargas y el Panteón Nacional. En la ciudad circulan dos compañías de tranvías de caballos denominadas Tranvía Caracas y Tranvía Bolívar, parten desde Caracas cuatro vías: la que se dirige hacia el Puerto de La Guaira, la vía hacia Petare y los Valles del Tuy, la línea del Valle y la que conduce a Valencia y Puerto Cabello, en la Ciudad también operan dos bancos comerciales los cuales son Banco de Venezuela y Banco Caracas. Para el momento de la fundación del Colegio Americano, Caracas es todavía una ciudad alumbrada en la noche por lámparas de gas ya que nos será sino hasta un año más tarde en 1897 cuando en la Compañía La Electricidad de Caracas pondrá en funcionamiento sus plantas hidroeléctricas propulsadas por las aguas del río Guaire, localizados en la zona del Encantado al sur de Petare y al este de El Hatillo.
Es en este marco geohistórico de la Venezuela rural de finales del siglo XIX donde se iniciará el devenir de esta empresa educativa, el Colegio Americano de Caracas, que en el 2008 llega a sus 112 años de función educativa y formadora ininterrumpida.

## La Fundación

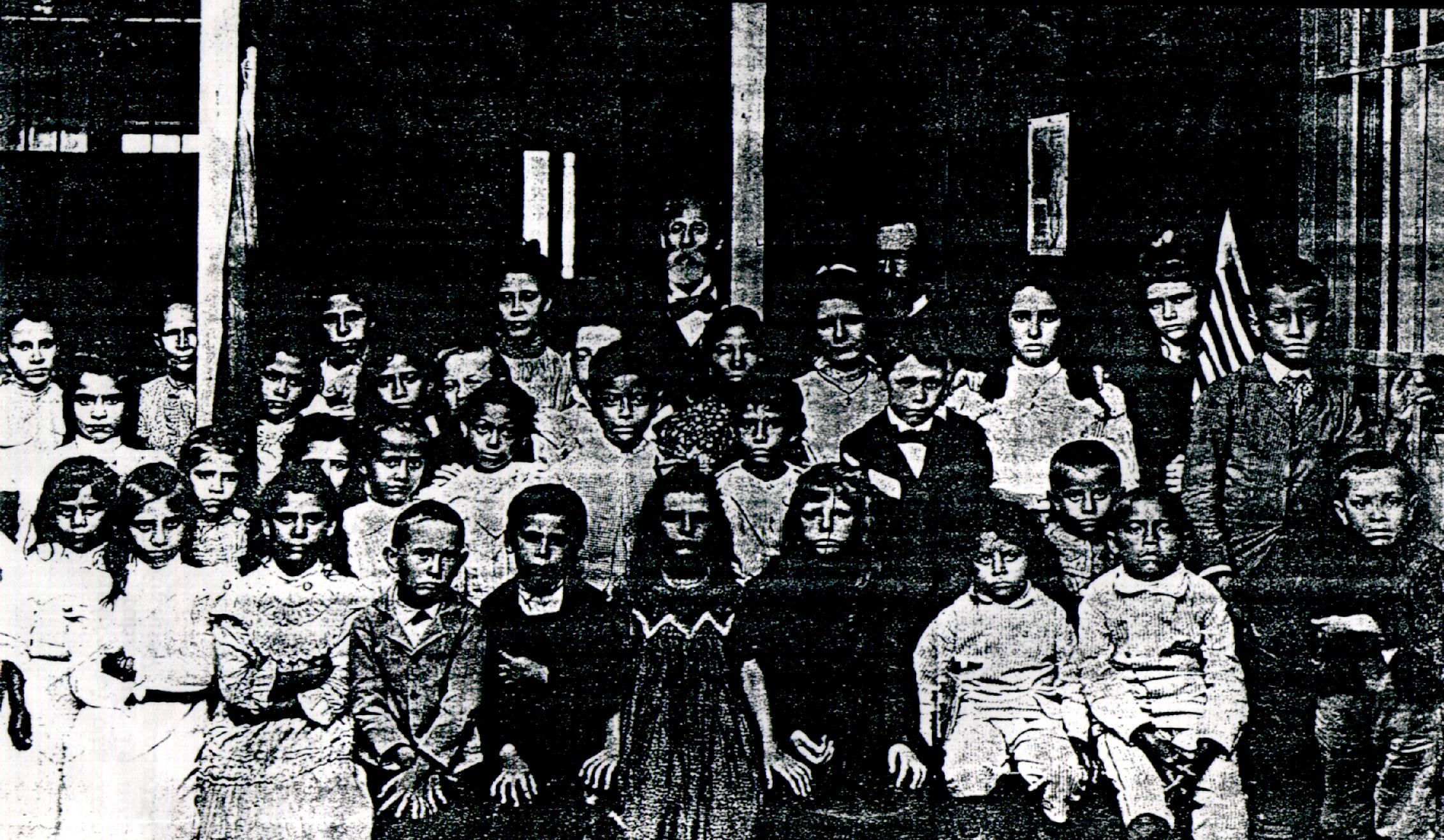
Fundación del Colegio Americano.

El Colegio Americano es fundado en 1896 por el doctor Heraclio Osuna (merideño), su esposa Celia de Osuna y su hija Julia Osuna. La familia es presbiteriana y Julia Osuna no tarda en asumir la dirección del colegio, desempeñándose como directora hasta  1921. Un año después los Osuna entran en contacto con el pastor Theo S. Pond de la Misión Presbiteriana de los Estados Unidos en Venezuela, el cual comienza a colaborar con ellos en el modelo de enseñanza científica y teológica que se impartirá por muchos años en el colegio. En 1921 la misión presbiteriana asume la dirección definitiva del colegio hasta finales de los años 60 del siglo XX, cuando este pasa a ser gestionado por la Iglesia Presbiteriana de Venezuela.

### Cronología

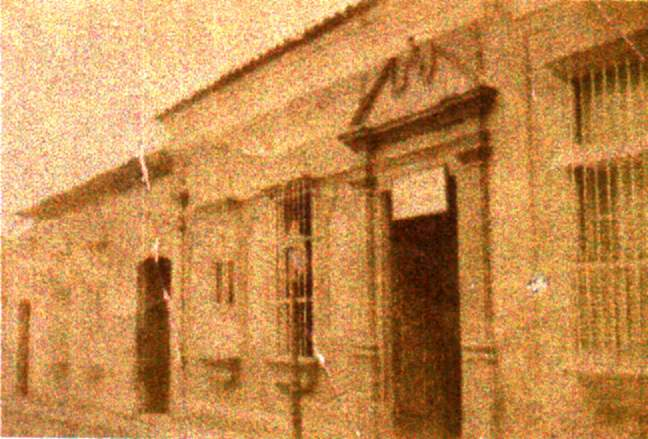
Primera sede Colegio Americano.

- 1896: el Dr. Heraclio Osuna, su esposa Celia y su hija Julia fundan el Colegio Americano, localizado en la esquina de San Miguel en la Parroquia La Pastora.[22]

- 1897 febrero: llega a Venezuela el reverendo Theo S. Pons, misionero presbiteriano de origen norteamericano que enseguida se identifica con la obra del Colegio Americano.[20]

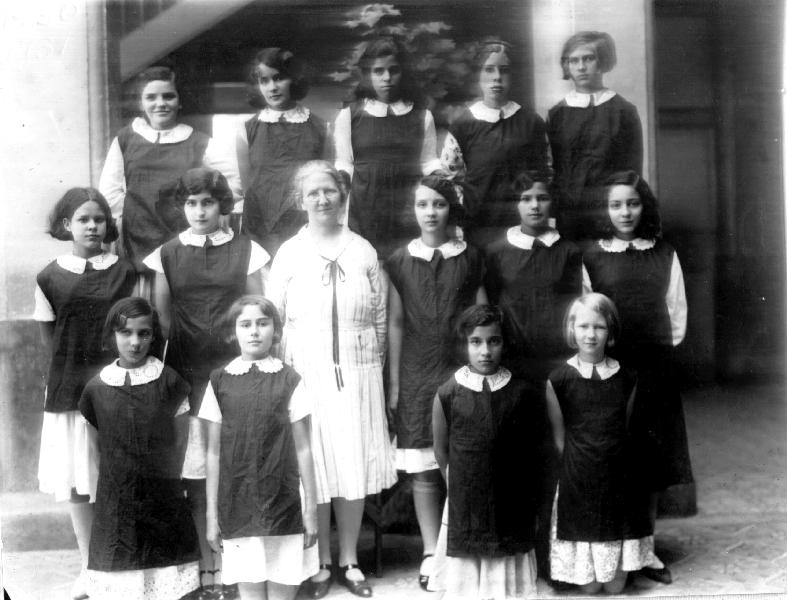
Bachillerato de señoritas.

- 1919: inicia el curso de secundaria para señoritas con intensificación en inglés.[21]

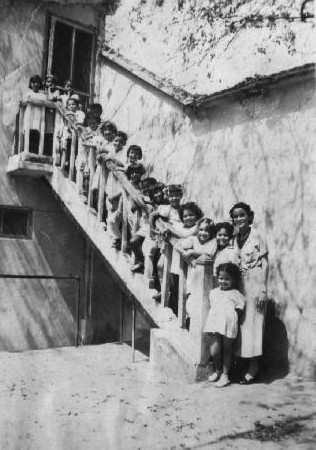
Sede de Conde a Piñango.

- 1921: la Misión Iglesia Presbiteriana de los Estados Unidos asume la dirección del Colegio, a dirección del colegio la asume señorita Lena May Wilson.[20] Para este año el Colegio tiene su sede en la Casona ubicada entre las esquinas Conde a Piñango[22]

- 1924: La señorita Lena May Wilson retorna a los Estados Unidos y la dirección es asumida por la señorita Verna A. Phillips, quien se desempeñaba como docente del colegio desde 1921.[20]

- 1929: se cierra el curso de secundaria para señoritas.[21]

- 1935: Muere el presidente de la República el General Juan Vicente Gómez y la matrícula del colegio aumenta.[20]

- 1937: Comienza la construcción de la nueva sede localizada en Bello Monte. Llegan a Venezuela el señor Calvin Schmitt y su esposa, y ese mismo año Calvin Schmitt asume la dirección del colegio. La señorita Verna Phillips permanece como docente del colegio.[20]

- 1941: el programa del Colegio se rige por el sistema estadounidense. El alumnado en el Departamento de Primaria es mixto. Por otro lado, ese mismo año el Colegio se inscribe en el Ministerio de Educación Nacional.[21][22]

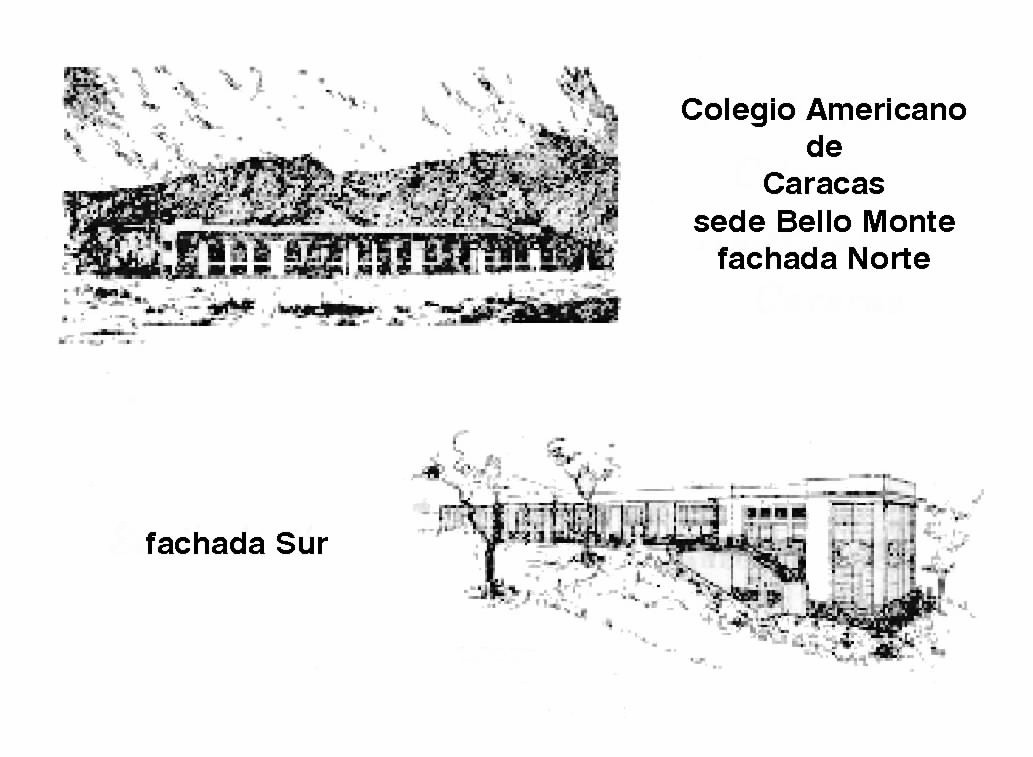
Sede de Bello Monte.

- 1945: Se abandona la sede localizada entre las esquinas de Conde y Piñango y se muda al este de la ciudad a la urbanización Bello Monte, específicamente entre las calles Orinoco y Caroni.[23][24][22] Se inicia la práctica del voleibol en Venezuela en las instalaciones del Colegio Americano[25]

- 1947 septiembre: se inicia el funcionamiento del departamento educación secundaria (Primer Ciclo) en la sección venezolana del Colegio (Liceo).[26]

- 1948: se produce la graduación la primera promoción del High School.

- 1954: El Colegio Americano llega a tener 485 estudiantes, 260 varones y 225 hembras.[27]

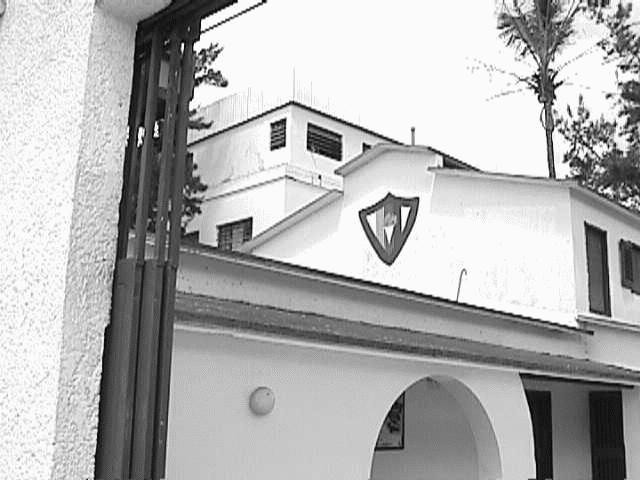
Sede de Altos de la Trinidad.

- 1957: se traslada a Los Altos de la Trinidad, actual sede entre Los Samanes y Las Minas en el este de Caracas.[22]

- 1961: se reabren los cursos de ecuación secundaria.

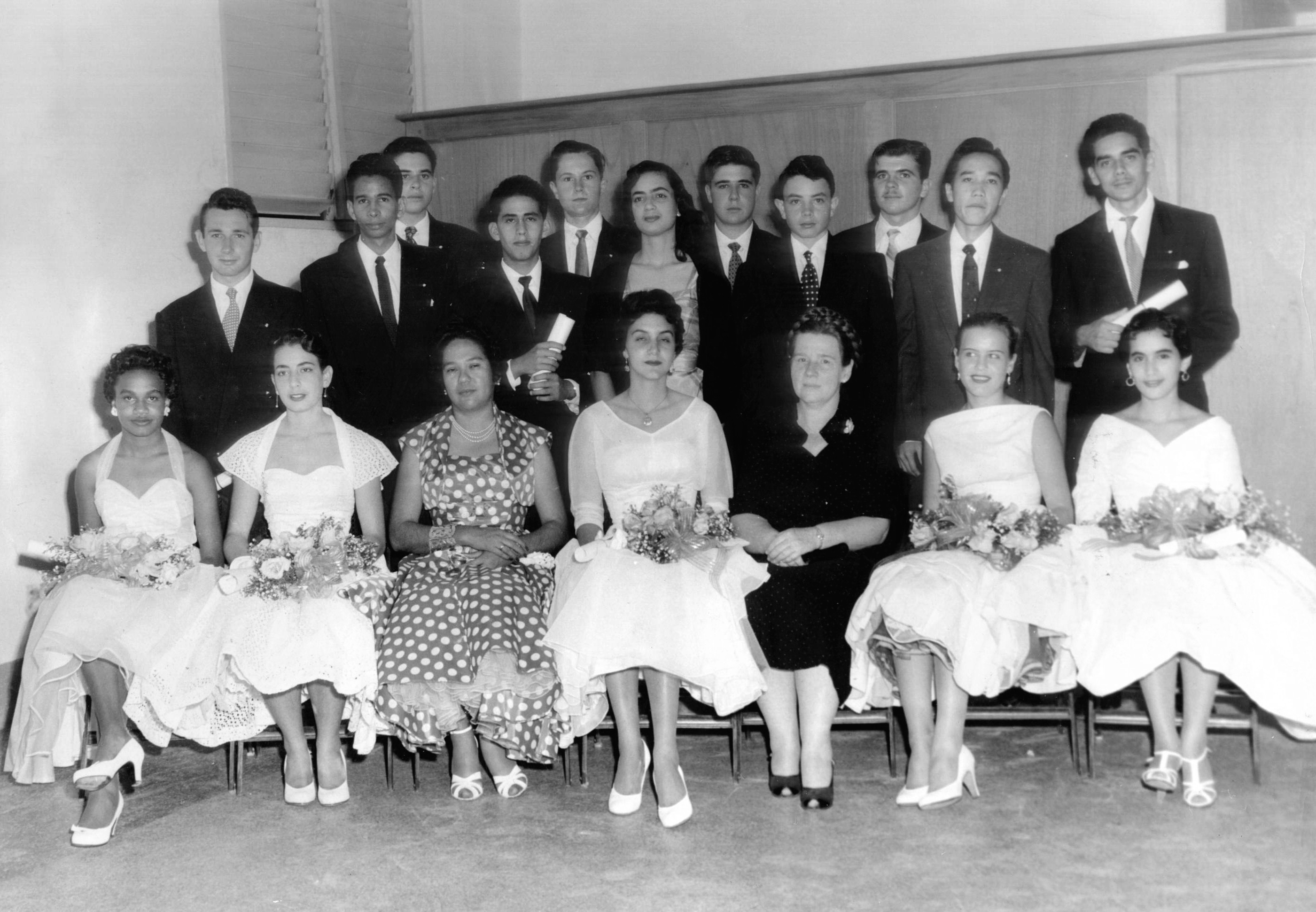
Primera Promoción de Bachilleres del Liceo.

- 1963: la culminación de un proyecto se logra con la graduación de Primera Promoción de Bachilleres del Liceo del Colegio Americano con el nombre de "Altos de la Trinidad".

- 1966: El colegio celebra sus setenta años de fundación en su sede de Altos de la Trinidad, entre los actos de conmemoración destacan la inauguración de nuevos edificios para el bachillerato, además de realizar un homenaje a la profesora Julia Osuna (fundadora), que ha cumplido los 98 años.[21]

- 1971: se cierra el High School de la sección norteamericana y la institución se divide. Se crea el Colegio Internacional de Caracas y el Colegio Americano, por su parte, continúa como institución totalmente nacional con la enseñanza de primaria solamente.

- 1987: se reabre el antiguo liceo como Educación Media y Diversificada.

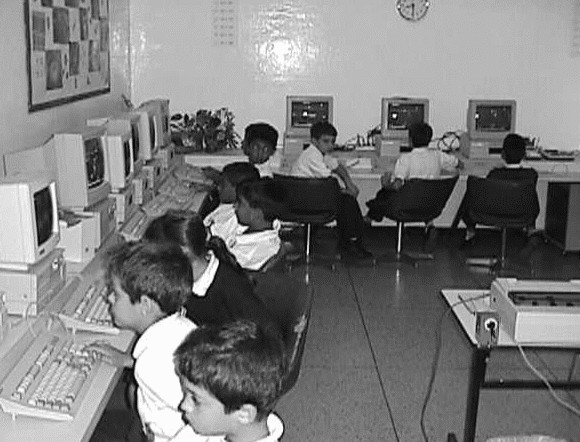
Primer laboratorio de Informática.

- 1990: se instala el primer laboratorio de informática y se inicia la enseñanza de la informática.

- 1991: La profesora Miriam Paredes se retira de la dirección del colegio americano y asume la dirección del colegio el profesor Alberto García Castillo.

- 1992: se gradúa nuevamente una promoción de bachilleres del Colegio Americano.

- 1995: se inaugura el nuevo edificio de los niveles de ecuación Básica I y Básica II, la plaza centenaria y comienza a funcionar la iglesia la Esperanza dentro de las instalaciones del Colegio.

- 1996: Año centenario del Colegio Americano de Caracas

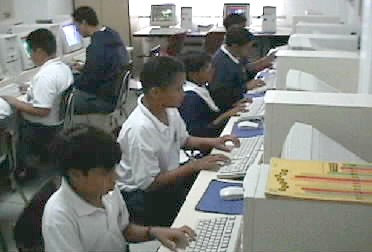
Segundo laboratorio de Informática.

- 1998: se instala el segundo laboratorio de informática y se reinicia la edición de anuarios en formato papel, se rinde homenaje a los 50 años de actividad docente del profesor Alberto García Castillo.[28][29]

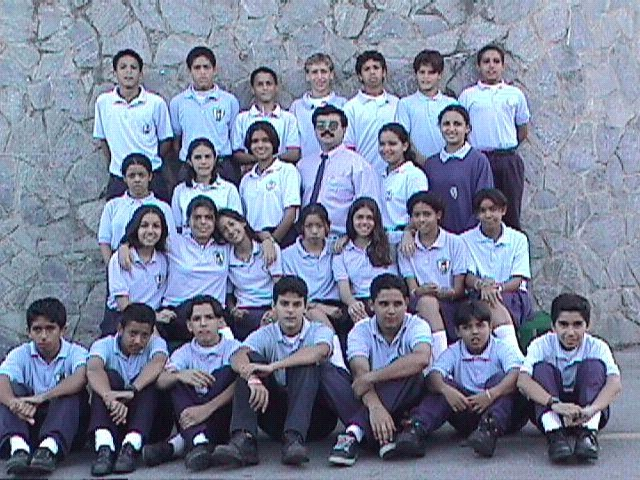
Elaboración del primer anuario digital.

- 2000: se edita el primer anuario digital del colegio.[30]

- 2000 marzo se rinde homenaje a la profesora Delia Humpierres de Osuna quien fuera directora del colegio y personal del mismo desde 1933 hasta 1970.[31]

- 2000 octubre: tras el retiro de la dirección del profesor Alberto García Castillo, asume la dirección del colegio la profesora Talia Castillo.

- 2001: se remodela el área de comedor, piscina y parque infantil. Para este año se llega 10 promociones de Bachilleres en Ciencias.

- 2006: se celebran 110 años de existencia

## Galería de directores del Colegio Americano de Caracas

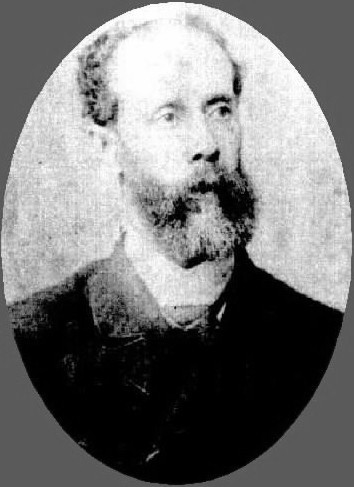
Heraclio Osuna
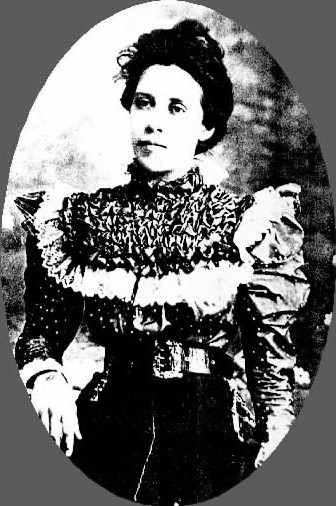
Julia Osuna
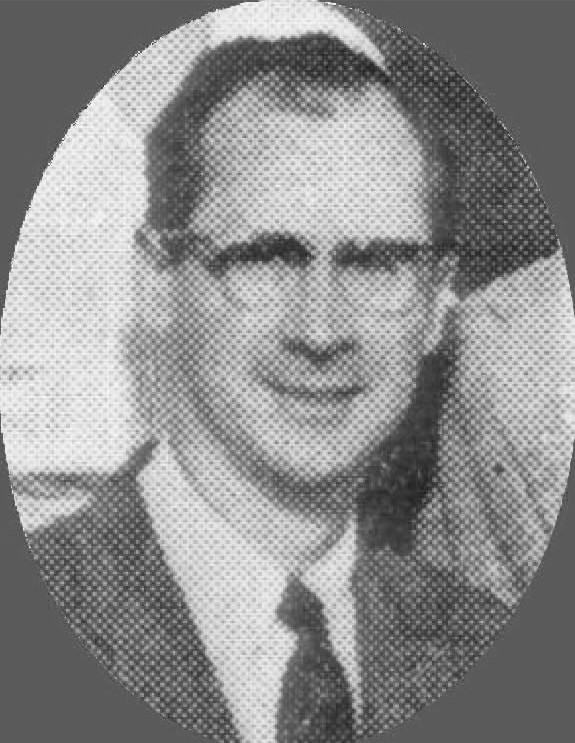
Arthur Phillip
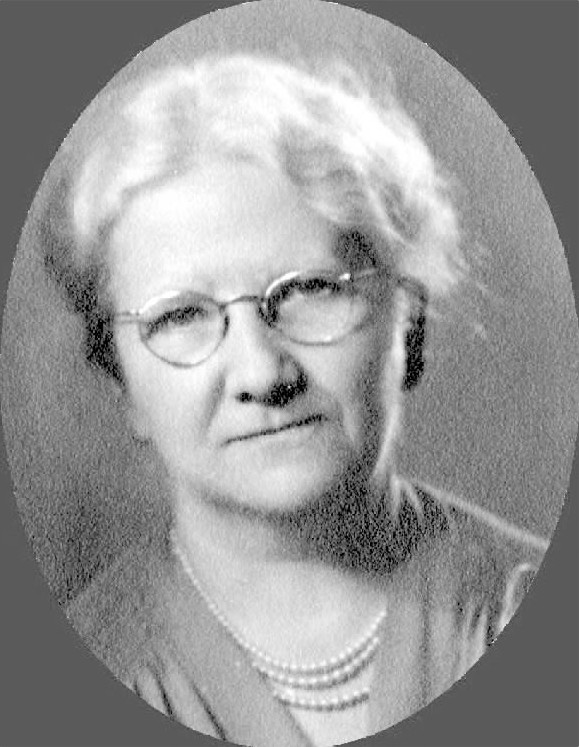
Verna Phillip
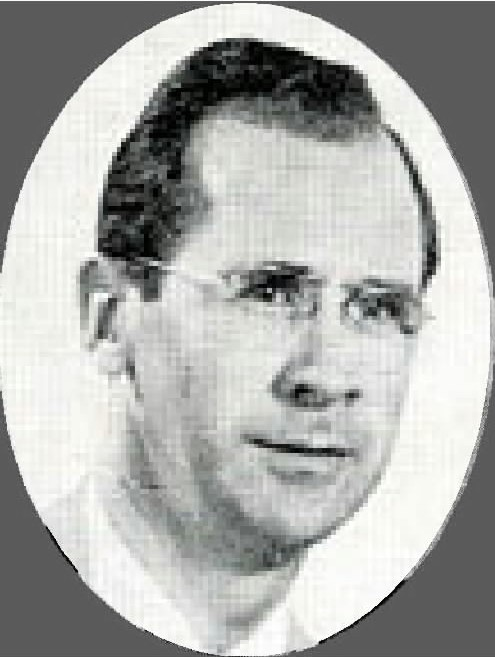
Alan Hamilton
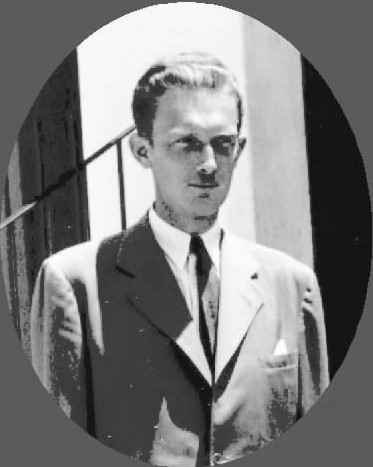
Calvin Schmitt
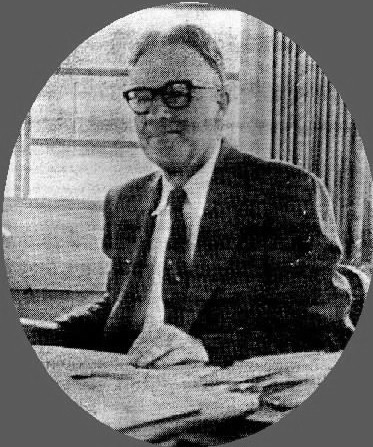
James Cain
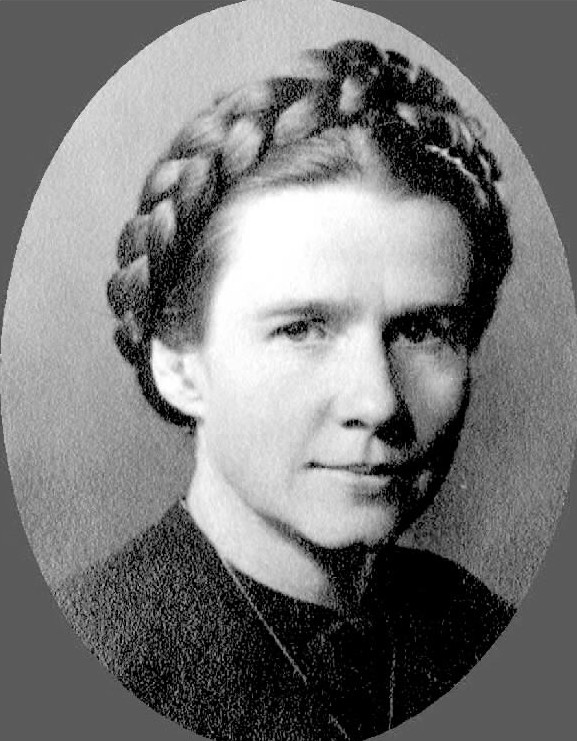
Dorothy Parnell
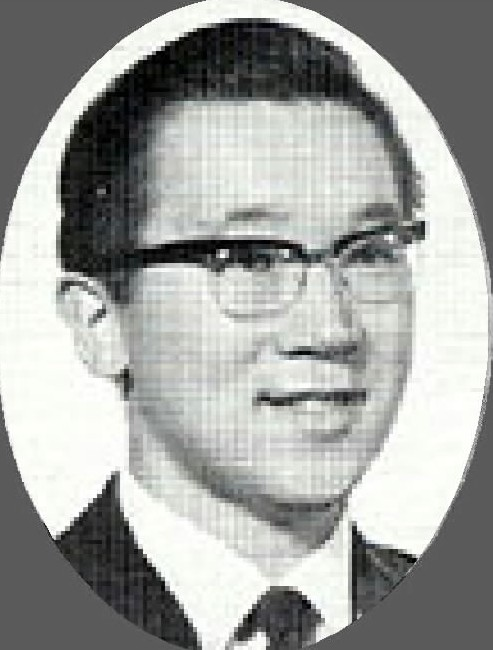
Alvin Huie
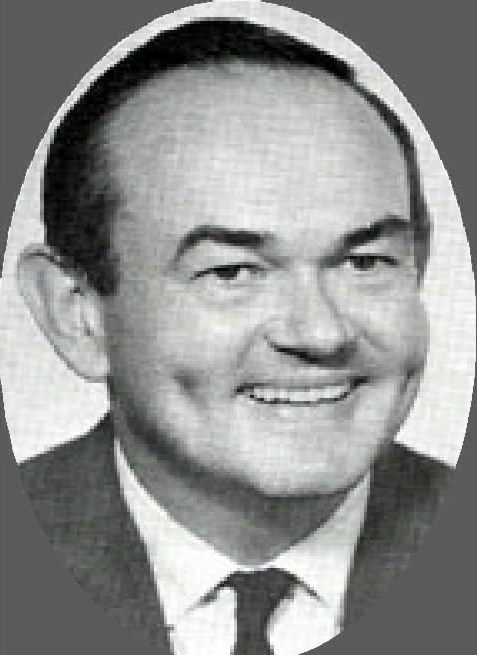
Alvin Schumatt
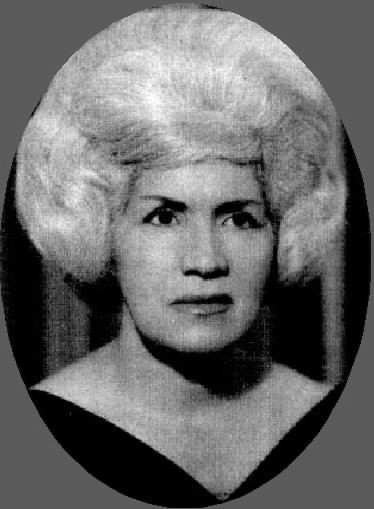
María Osuna
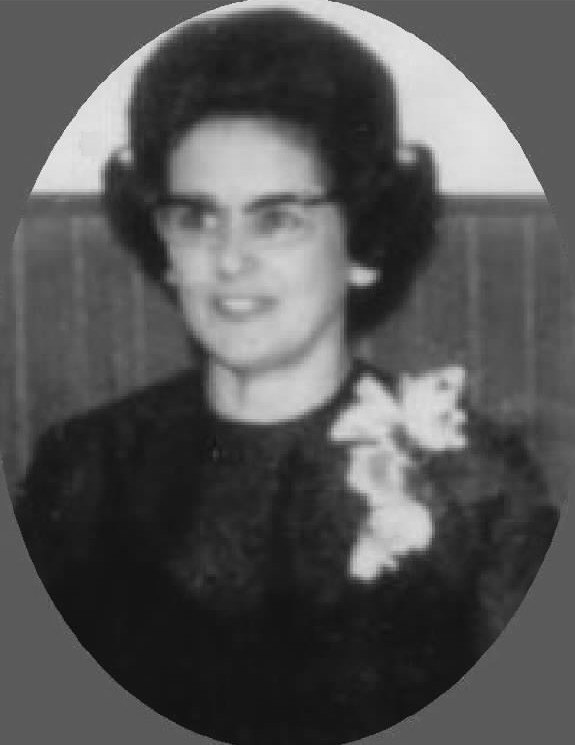
Delia de Osuna
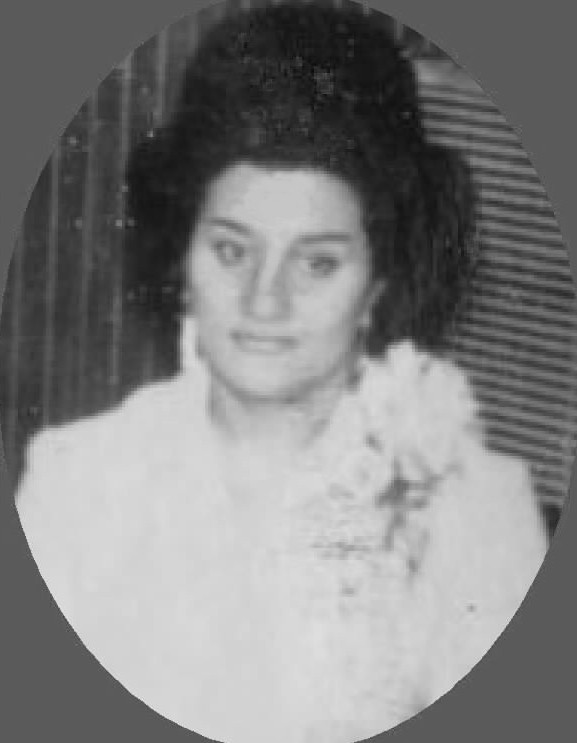
Miriam Paredes
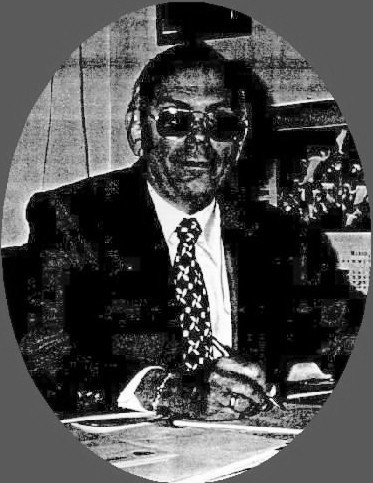
Anibal Bracho
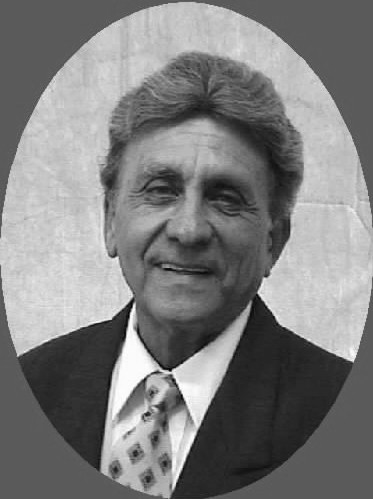
Alberto García
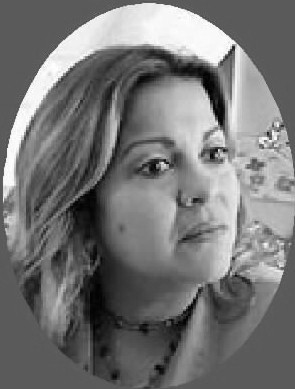
Talia Castillo

## Docentes reconocidos
- Héctor Thomas Martínez (1938 - 2008)[32]

## Símbolos del Colegio Americano de Caracas

### Himno del Colegio Americano
Letra de Maude Phillip
I
- Colegio americano
- a la sombra de la silla del Ávila
- esta el Colegio americano

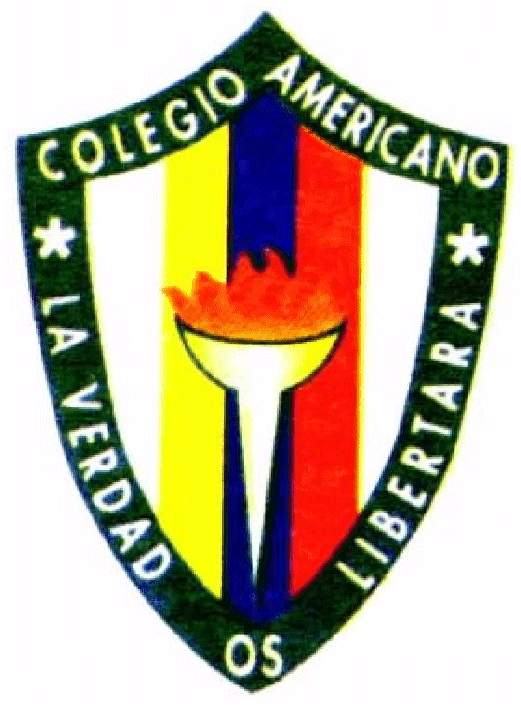
Escudo del Colegio Americano.

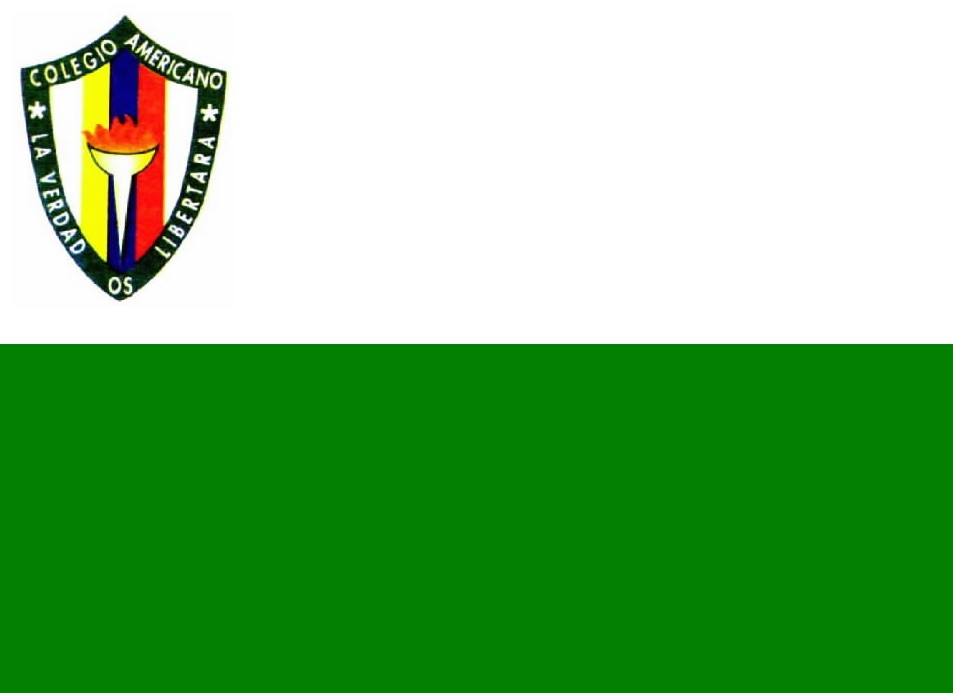
Bandera del Colegio Americano.

- sus maestros instruidos, simpáticos
- alumnas bellas, alumnos fuertes

Coro
- Colegio Americano
- es mi colegio
- yo lo aprecio
- y prometo ser leal
- a su nombre ideal
- es mi colegio
- yo lo aprecio
- y prometo serle siempre leal

II
- Sus colores son el verde y blanco puro
- su emblema la antorcha de la luz
- y su lema es la verdad
- os dará la libertad
- son palabras de fuente de salud

Coro
- Colegio Americano
- es mi colegio
- yo lo aprecio
- y prometo ser leal
- a su nombre ideal
- es mi colegio
- yo lo aprecio
- y prometo serle siempre leal

### Lema del Colegio Americano
- “Conoceréis la verdad y la verdad os hará libres”
- Juan 8:32